# Цаофэйдянь (месторождение)
Цаофэйдя́нь (кит. упр. 曹妃甸, пиньинь Cáofēidiān) — группа нефтегазовых месторождений в Китае. Расположено в Бохайском заливе. Открыто в 2001 году.
В Цаофэйдяньскую группу входят несколько месторождений: Цаофэйдянь 11-1, Цаофэйдянь 12-1, Цаофэйдянь 13-1, Цаофэйдянь 11-3 и Цаофэйдянь 11-6. Запасы нефти Цаофэйдяньской группы оценивается до 100 млн тонн.
Оператором месторождение является американская нефтяная компания Anadarko (29,18). Другие партнеры - китайская морская нефтяная компания CNOOC (51%), Newfield Exploration Company (12%) и Ultra Petroleum (7,82%).